# 和田敏雄
和田 敏雄（わだ としお、1906年（明治39年）1月 -　1996年（平成8年）1月7日）は、日本の経済学者・元官僚。専門はソ連の経済制度の研究。元・北海道拓殖短期大学学長。福井県生まれ。

## 経歴
1927年東京外国語学校露語科卒業。北樺太鉱業に入社。1937年（昭和12年）外務省調査局に入局。その後、外務省調査官、外務省事務官を経て、1949年拓殖大学政経学部教授。1964年同政経学部長。1968年4月北海道拓殖短期大学学長・学校法人拓殖大学理事。1969年9月学長辞任。拓殖大学政経学部教授。1976年拓殖大学定年退職。同名誉教授。
この他、拓殖大学学生部長、同研究所長、同図書館長、同語学研修所長なども務めた。また、中央大学経済学部や東京外国語大学、早稲田大学政経学部などの非常勤講師。

## 主著
- リチャード・パイプス編：気賀健三と共訳『ロシア・インテリゲンチア』（時事通信社、1962年）
- 『ソビエト計画経済の構造と機能』（御茶の水書房, 1976年）
- ブハーリン著 ; 和田ほか共訳『経済学者の手記 : 新しい経済年度の開始によせて』（現代思潮社、1978年）